# 旺特伊
旺特伊（法語：Venteuil，法語發音：[vɑ̃tœj]）是法国马恩省的一个市镇，属于埃佩尔奈区。

## 地理
旺特伊（49°4'55"N, 3°50'28"E）面积6.25 平方千米，位于法国大東部大區马恩省，该省份为法国东北部内陆省份，北起阿登省，西北接埃纳省，西南接塞纳-马恩省，南至奥布省，东南接上马恩省，东临默兹省。
与旺特伊接壤的市镇（或旧市镇、城区）包括：达姆里、贝尔瓦勒苏沙蒂永、布尔索、克尔德拉瓦莱。

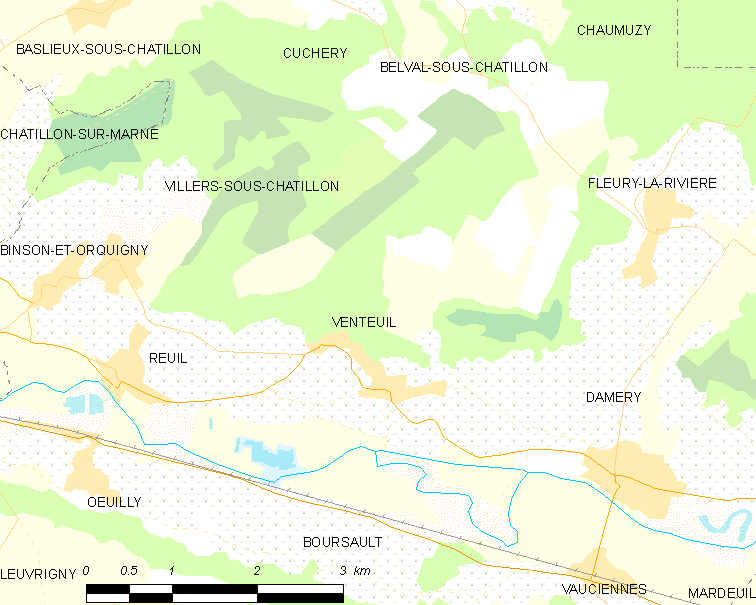
旺特伊的OSM定位图

旺特伊的时区为UTC+01:00、UTC+02:00（夏令时）。

## 行政
旺特伊的邮政编码为51480，INSEE市镇编码为51605。

## 政治
旺特伊所属的省级选区为多尔芒-香槟景县。

## 人口

1962-2008年间旺特伊人口变化图示

旺特伊于2022年1月1日时的人口数量为483人。